# Eduard Freimüller

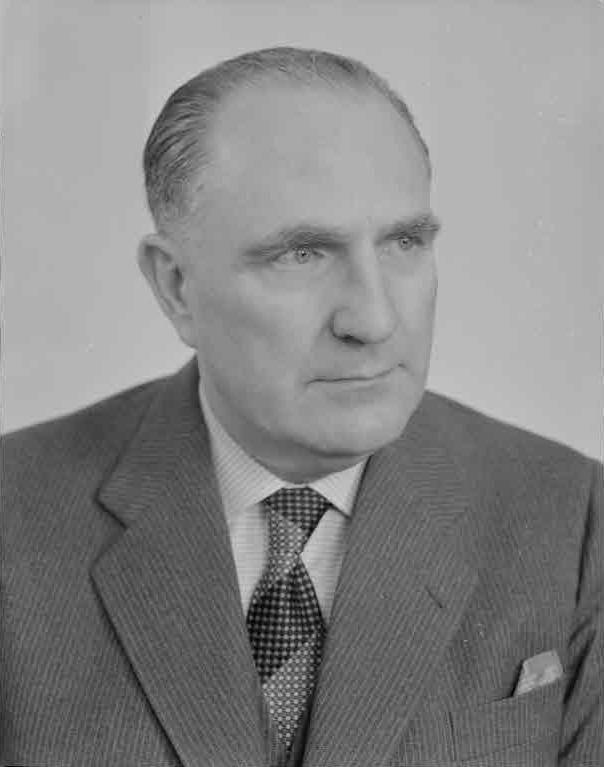
Eduard Freimüller

Eduard Freimüller (Bern, 9 augustus 1896 - Bern, 2 juni 1966), was een Zwitsers politicus.
Eduard Freimüller volgde het gymnasium te Bern en studeerde economie in die stad. In 1925 promoveerde hij. Daarna was hij werkzaam bij de politie van de stad Bern. In 1922 trad hij toe tot de Sociaaldemocratische Partij van Zwitserland (SP). In 1926 werd hij de eerste sociaaldemocratische regeringsstadhouder van het district Bern. Van 1936 tot 1966 was hij sociaaldemocratisch gemeenteraadslid. Van 1934 tot 1950 was hij lid van de Grote Raad van Bern en van 1943 tot 1963 was hij lid van de Nationale Raad.
Eduard Freimüller werd in 1958 tot stadspresident van Bern (dat wil zeggen burgemeester) gekozen. Hij bleef stadspresident tot zijn dood in 1966. Hij zette zich in voor de bevordering van het toerisme in de bondshoofdstad en modernisering van de ziekenhuizen.
Eduard Freimüller zette zich in de Nationale Raad in voor de zieken-, ongevallen- en militaire verzekering.